# Fred Kellner und die famosen Soulsisters
Fred Kellner und die famosen Soulsisters ist eine seit 1988 bestehende deutsche Band, die Coverversionen von Klassikern der Soul- und Funkmusik in Liveshows aufführt. Die Gruppe ist ein Projekt professioneller Musiker und Comedians, die jedes Jahr für wenige Wochen gemeinsam als Fred Kellner auftreten.

## Geschichte
Gründungsmitglieder waren 1988 ein Koblenzer Freundeskreis um Ralf Günther (Bassgitarre) und Herbert Jösch (Schlagzeug). Anke Engelke und ihre Schwester Susanne stießen 1989 dazu und singen seitdem als „Die famosen Soulsisters“ bei Fred Kellner. Auftritten im Koblenzer Café Hahn folgten regelmäßige Shows in Rheinland-Pfalz und im südlichen Nordrhein-Westfalen, so auch im Kölner Stadtgarten. Obwohl Fred Kellner auch bundesweit auftritt, blieben das Rheinland und Rheinland-Pfalz Schwerpunkte der jährlichen Tour. Die Bläsersektion „The Kellner Horny Horny Horns“ und zuletzt die Streichergruppe „The SuperSonic Silver Strings“ verstärken die Stammbesetzung seit den 1990er Jahren.

## Show
Außerhalb der jährlichen Tour gibt es nur selten Auftritte der Band. Die Tour selbst dauert zwei Wochen und ist zeitlich an den Karneval gekoppelt, obwohl sich die Band künstlerisch nicht in der Nähe dieses Festes verortet. Die Musiker treten stets unter dem Alter Ego „Fred Kellner“ auf, so dass die Mitglieder der siebenköpfigen Stammbesetzung auf der Bühne alle den gleichen Namen tragen.
Die Bandmitglieder tragen Kostüme im Stil der 1960er und 1970er Jahre. Der Ablauf wird von englisch-deutschen Ansagen des Bassisten Ralf Günther getragen, der mit humorvollen Übertreibungen lautstark immer neue Höhepunkte und Sensationen ankündigt. Stereotype aus Auftritten anderer Künstler werden überspitzt zitiert, wie etwa das erschöpfte Zusammenbrechen, Abführen und die Rückkehr auf die Bühne von James Brown, ebenso wie anspielungsreiche Ankündigungen des „Sexy Soulman“, „The Grandfather of Soul“ oder des „Hardest Working Man in Show Business“.
Als Running Gag dient die von Anfang an gepflegte Legende, nach der alle großen Soulhits in Wirklichkeit von Fred Kellner komponiert wurden und Verwandte wie „Ike Kellner“, „Earth Wind & Kellner“, oder „The Kellner Five“ die Songs entweder plagiiert oder billig gekauft hätten, um damit berühmt zu werden. Ein weiteres beständiges Stilelement der mit bis zu 15 Musikern spielenden Band sind typische funkige Jingles zwischen den Stücken.

## Musik
Die typische Setlist einer Show umfasst Stücke der 1960er, 1970er und 1980er Jahre aus den Genres Soul und Funk und Popmusik. Interpretiert werden etwa Stücke von  Earth, Wind and Fire, Kool & The Gang, Prince, Diana Ross, Boney M, Lipps, Inc., Chaka Khan, Johnny Guitar Watson, Sheila E., Ashford & Simpson, Jackson Five, Michael Jackson, Norman Whitfield oder Barrett Strong. Sound und Arrangements sind nahe an den zeitgenössischen Originalaufnahmen und -Interpretationen.

## Fotos von Bühnenauftritten

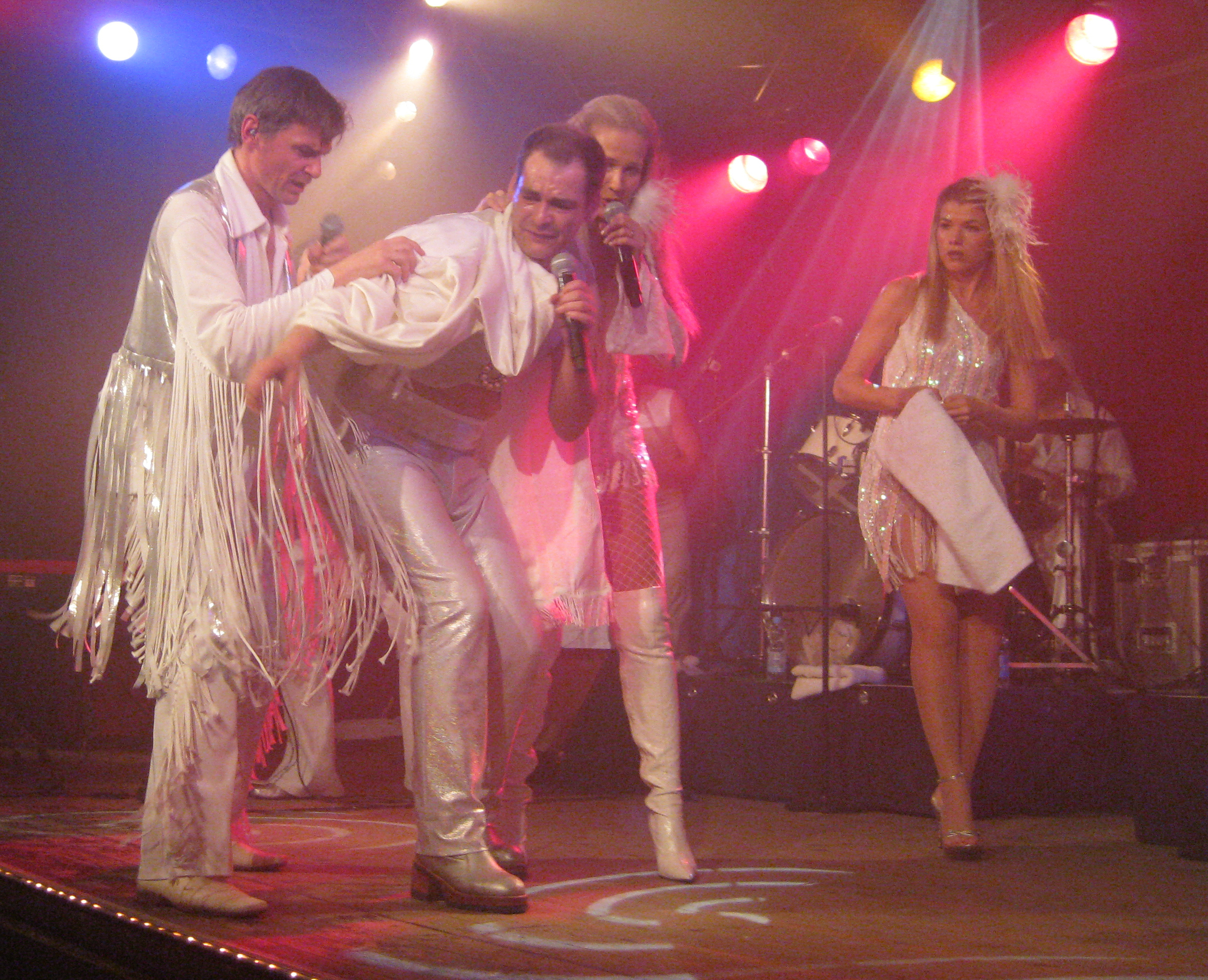
Erschöpfter Fred Kellner wird von Fred Kellner und den famosen Soulsisters gestützt
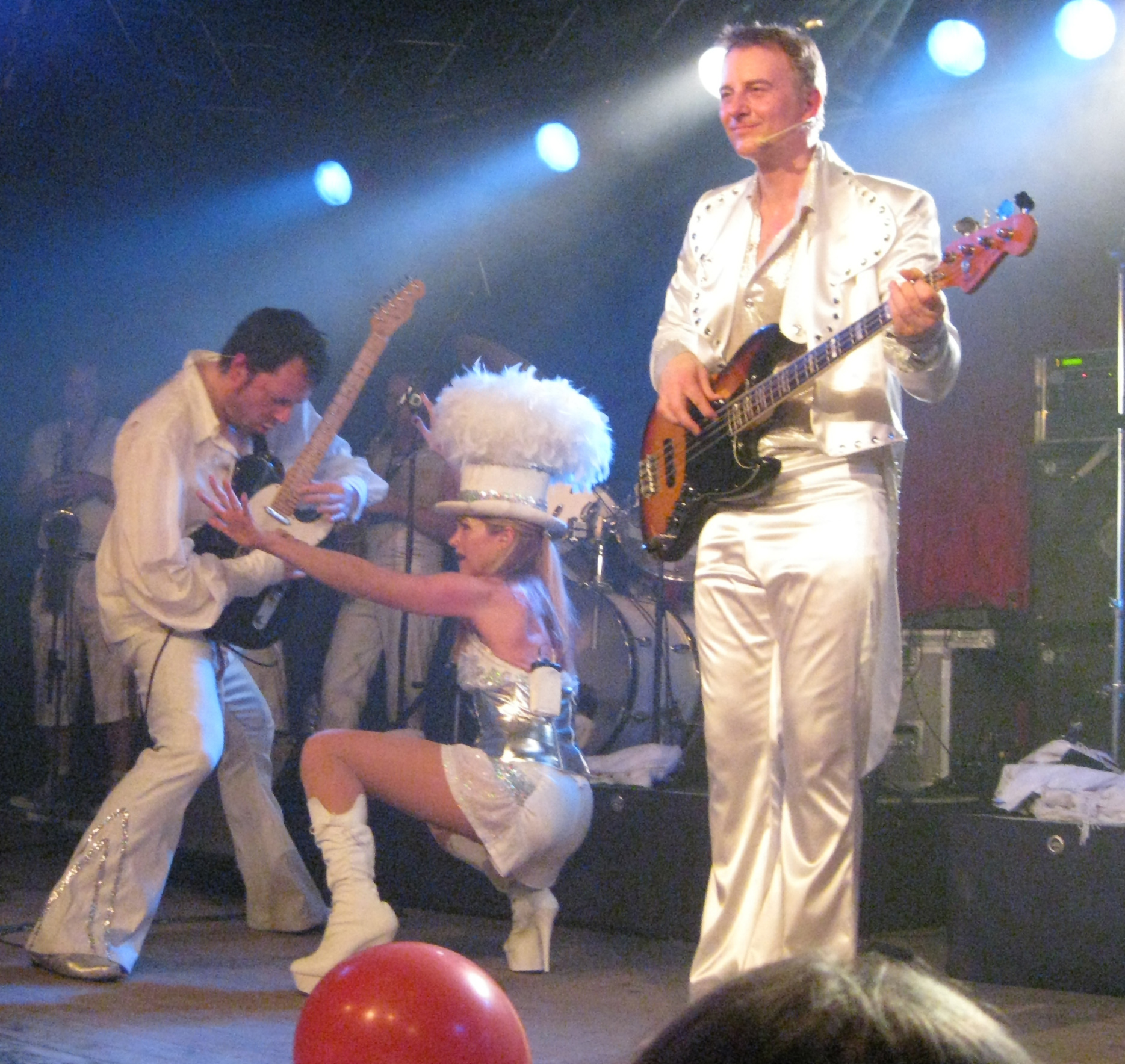
Fred Kellner
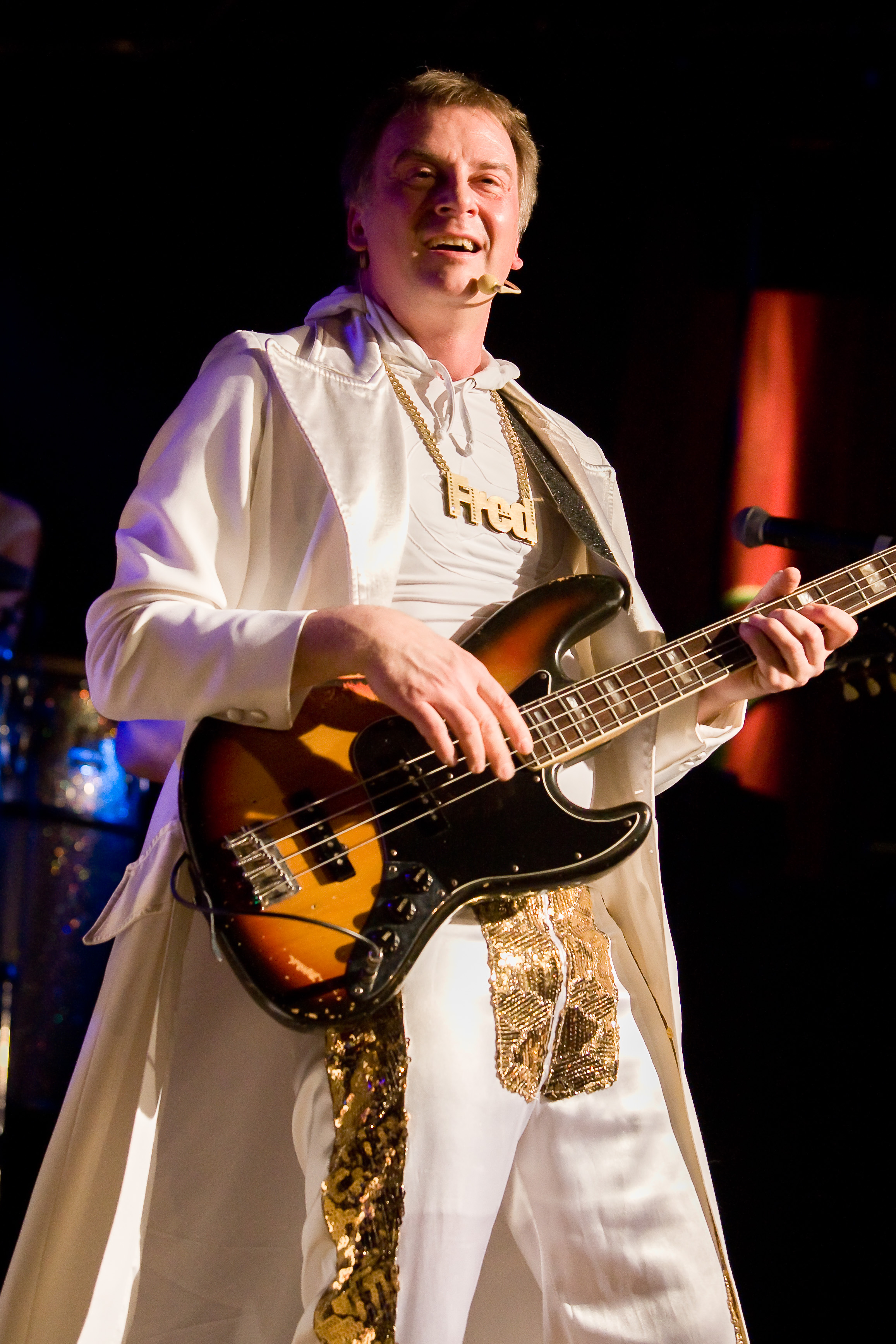
Fred Kellner
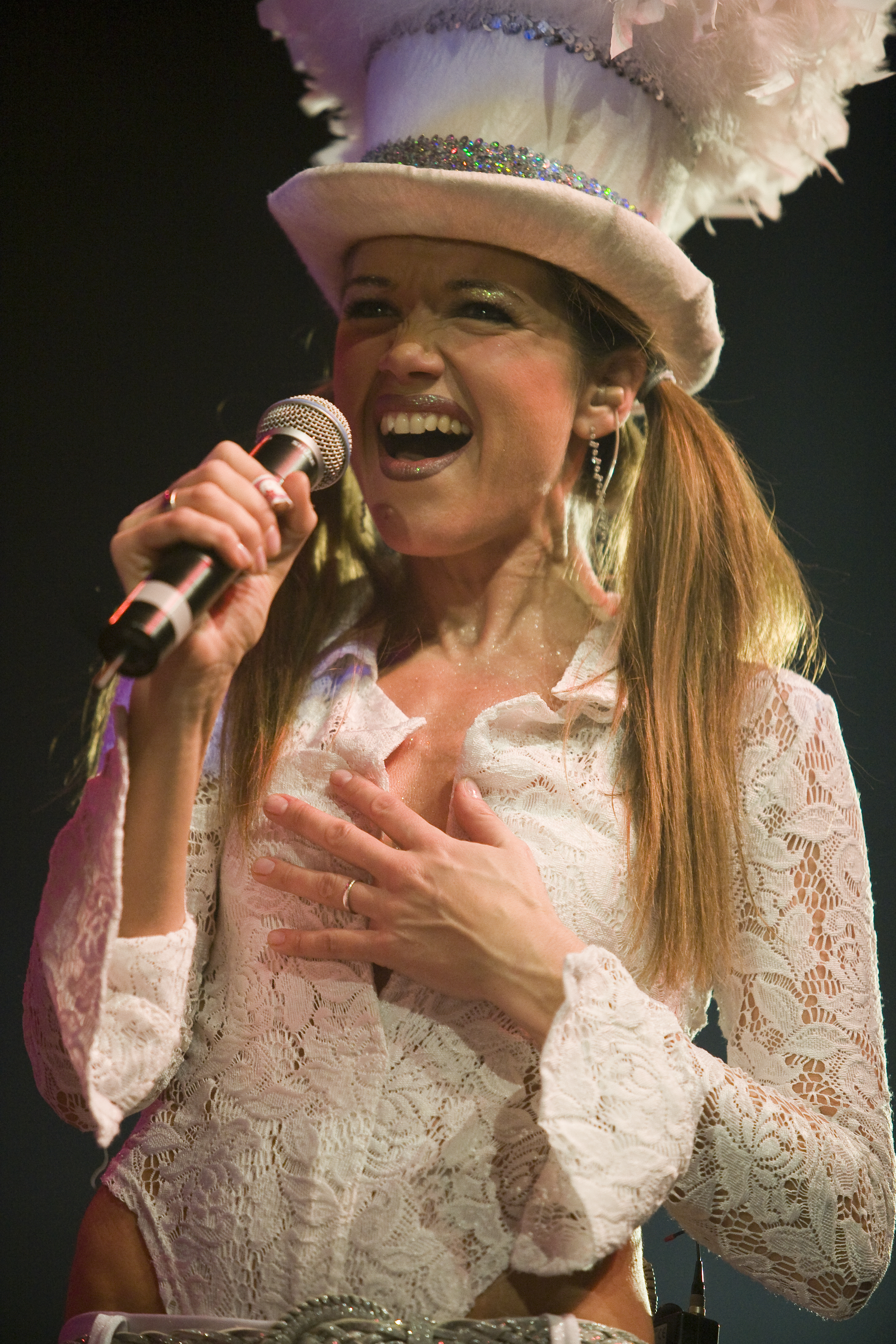
Soulsister Anke
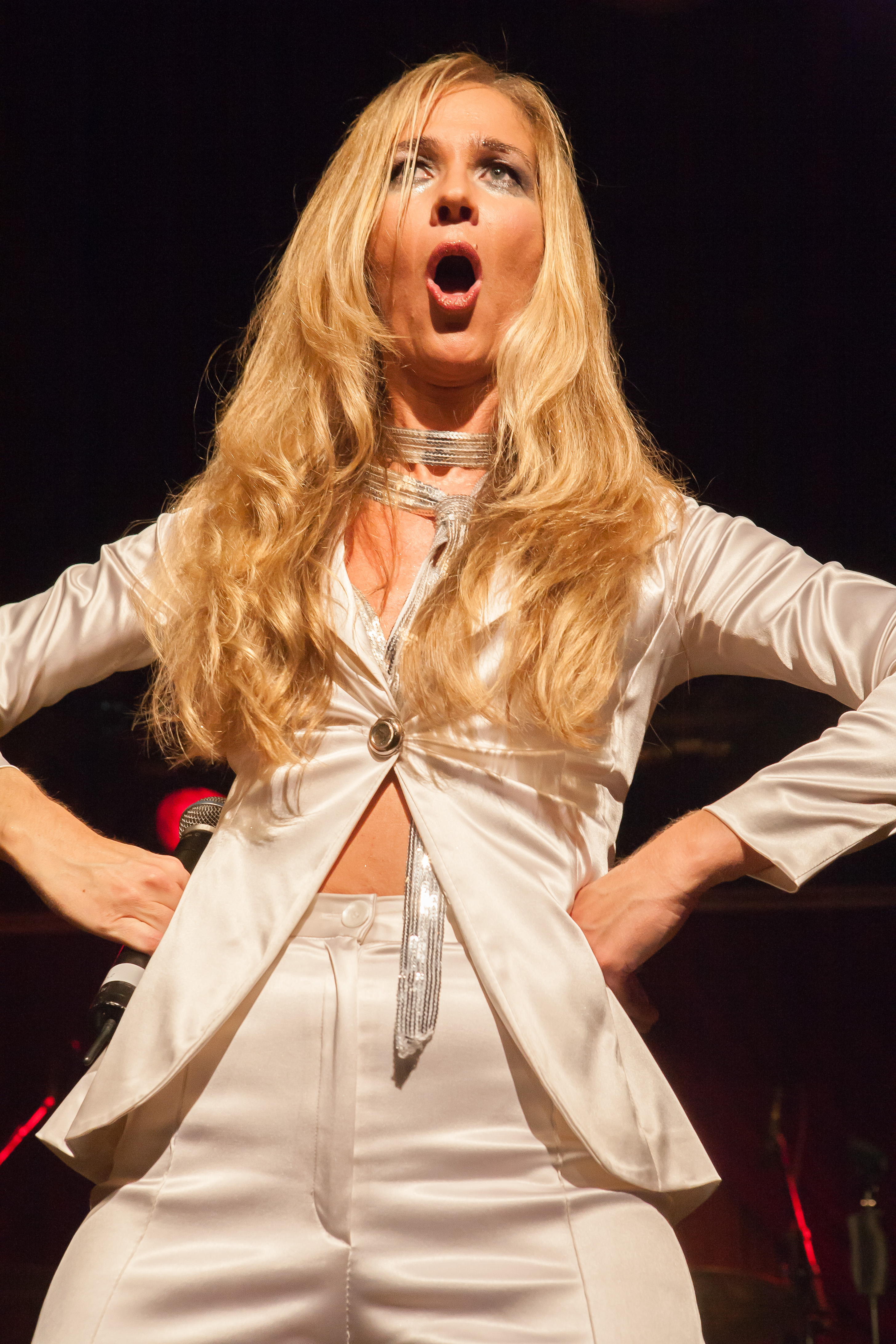
Soulsister Susanne
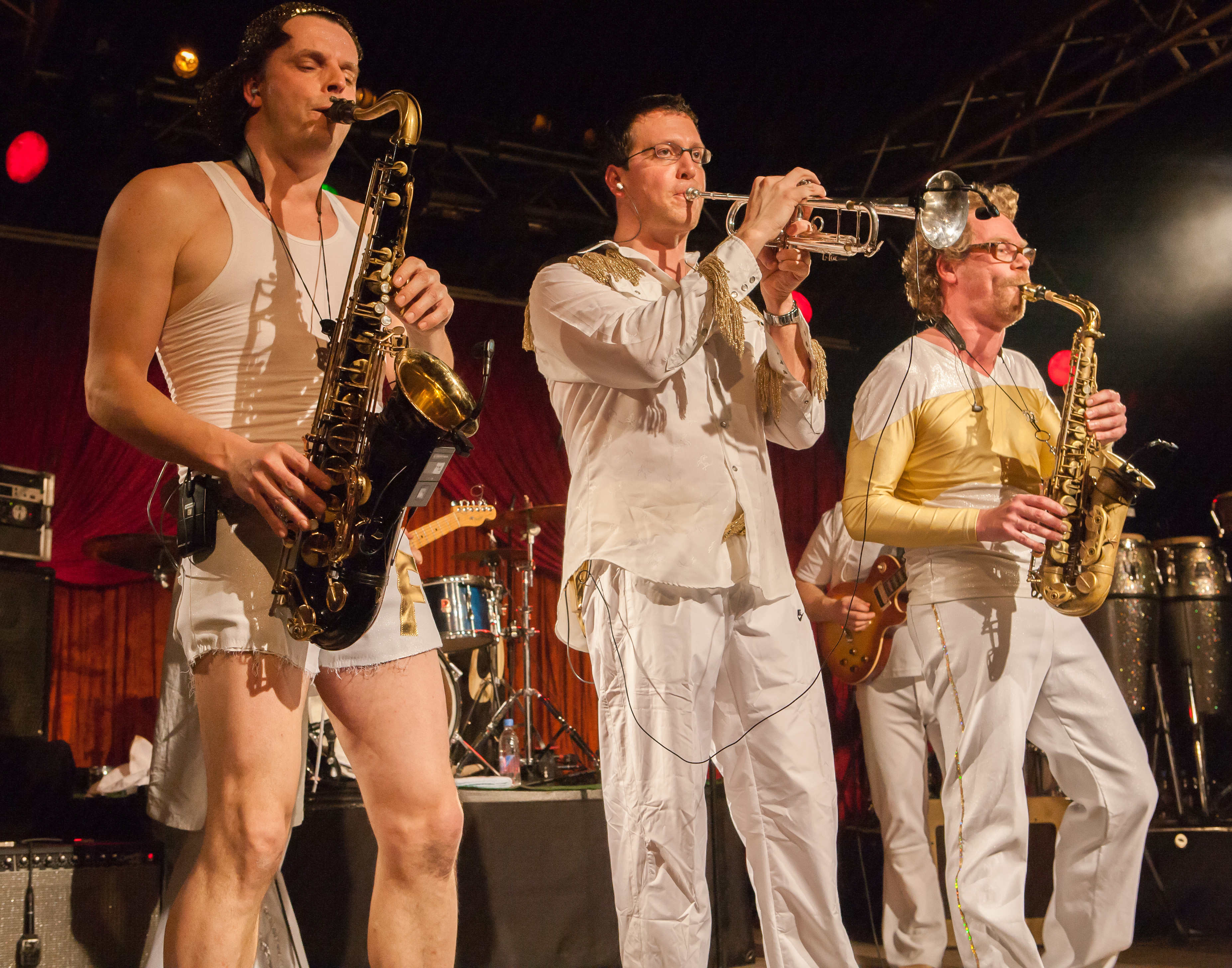
Horny Horny Horns
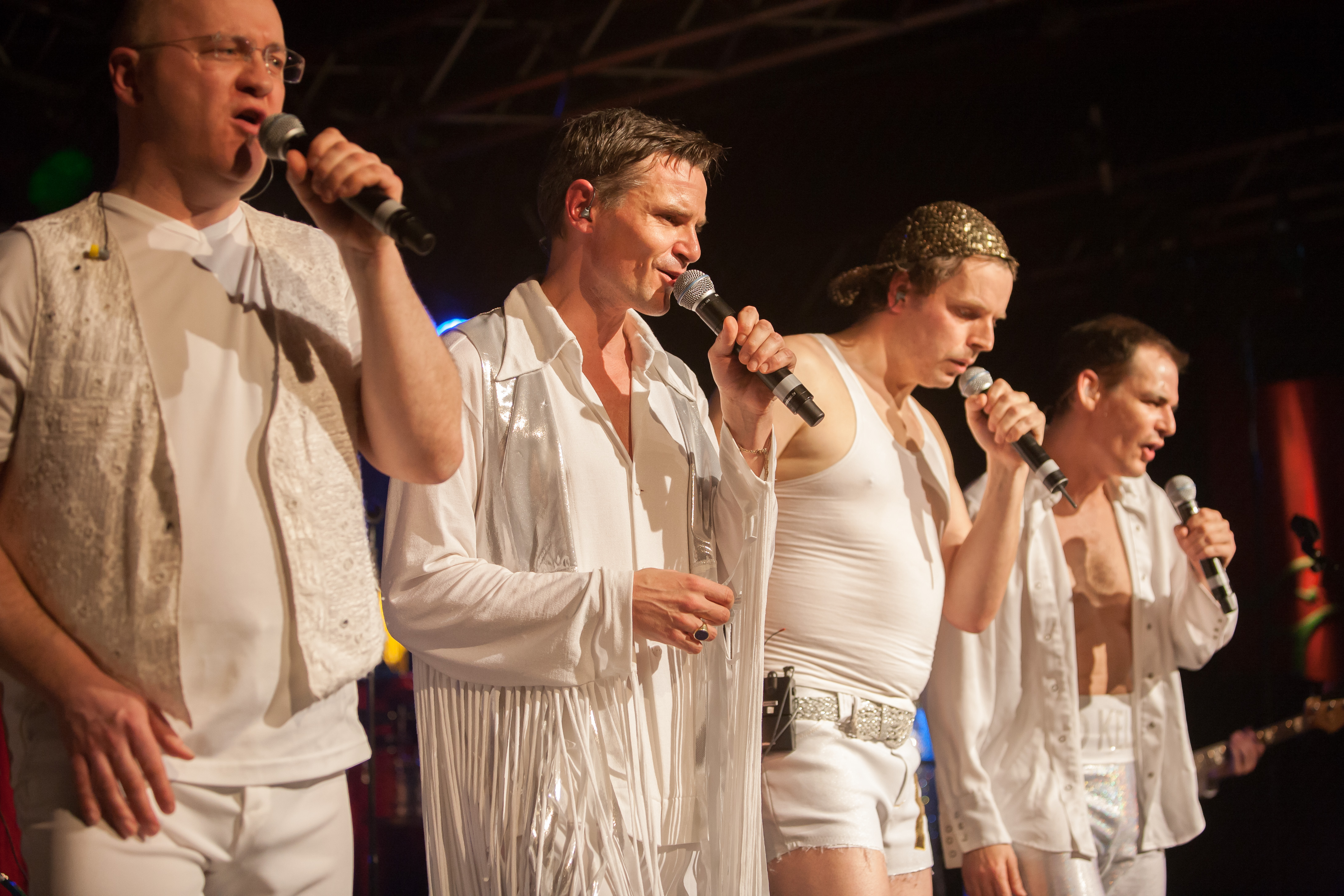
Fred Kellner
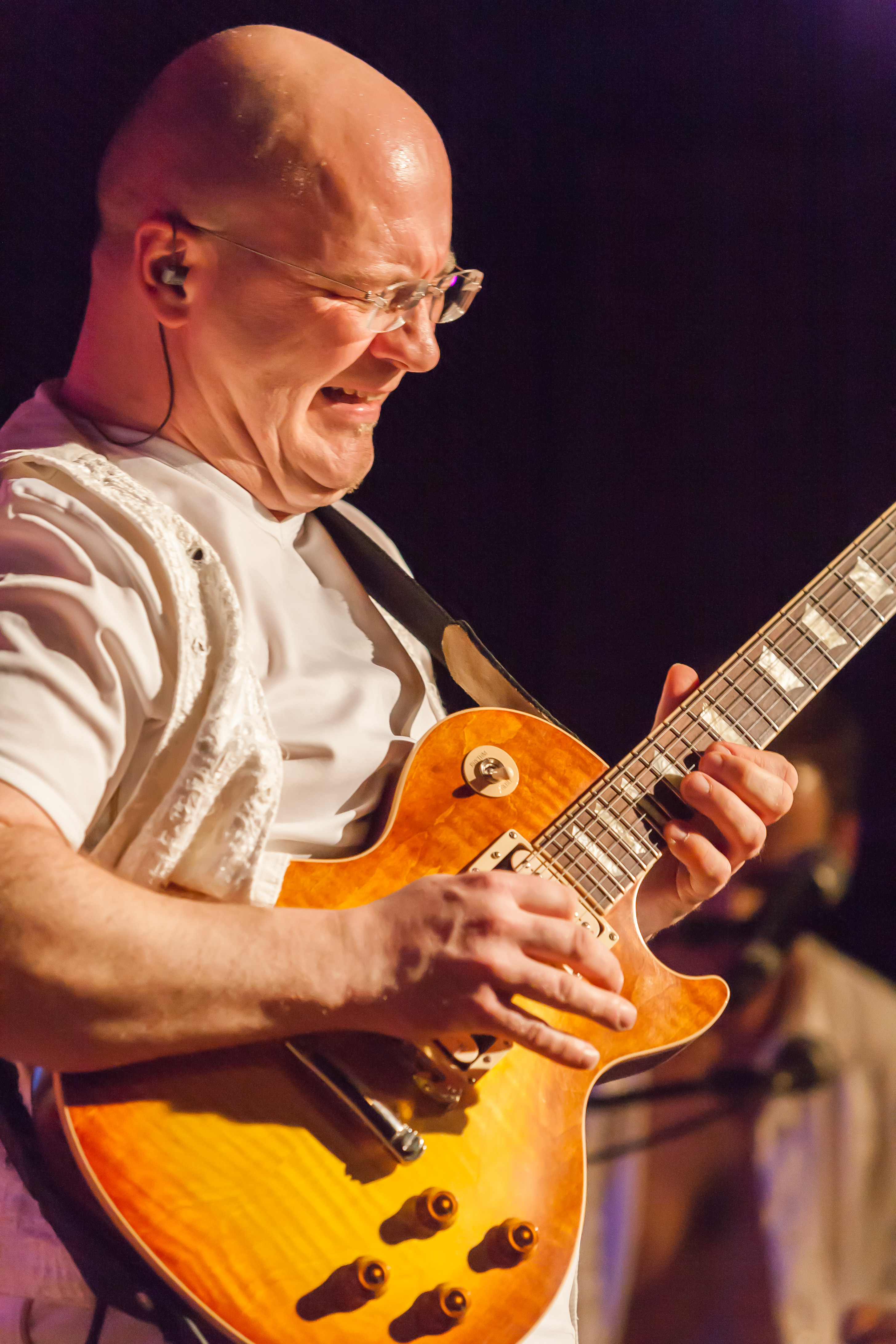
Fred Kellner
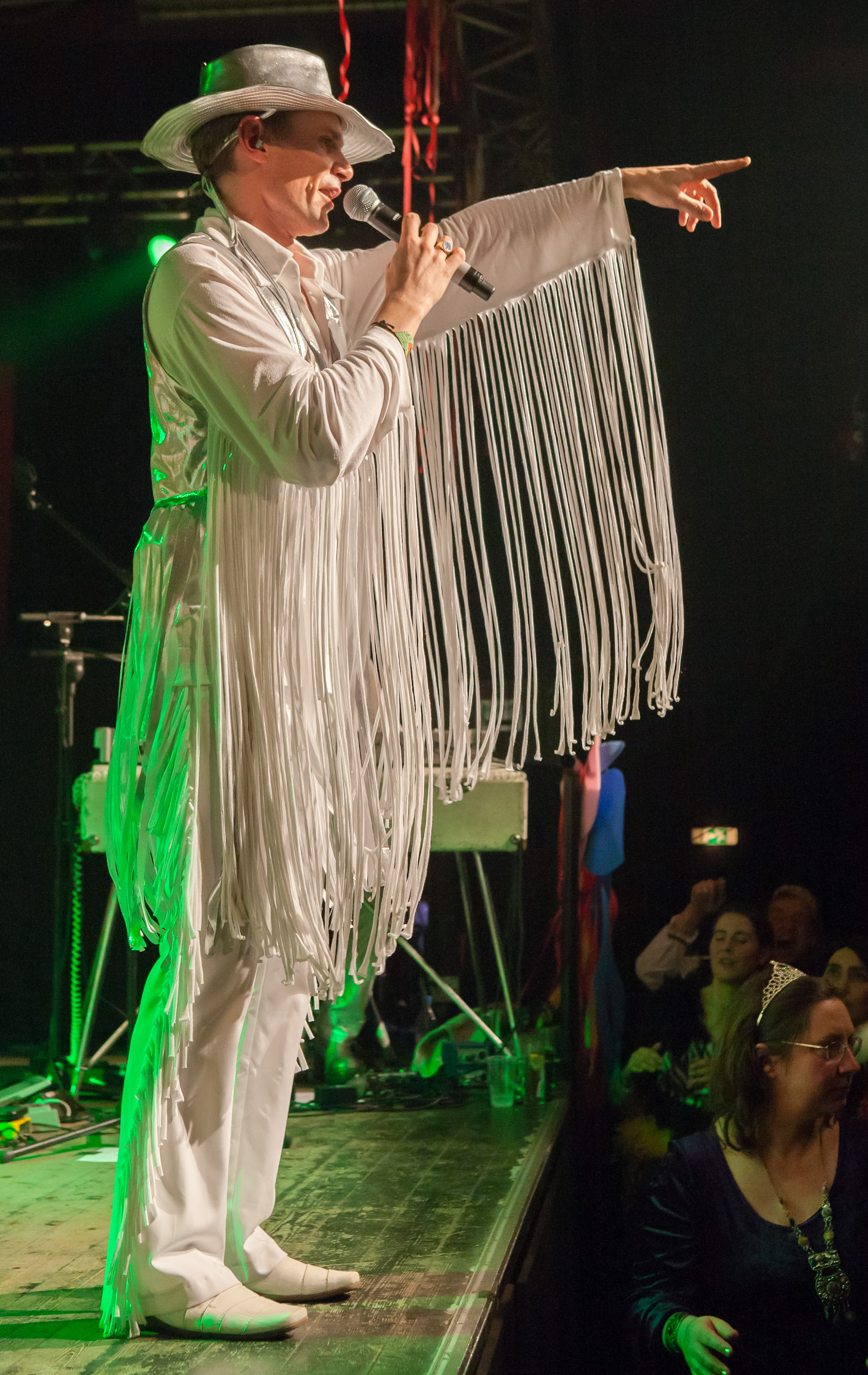
Fred Kellner
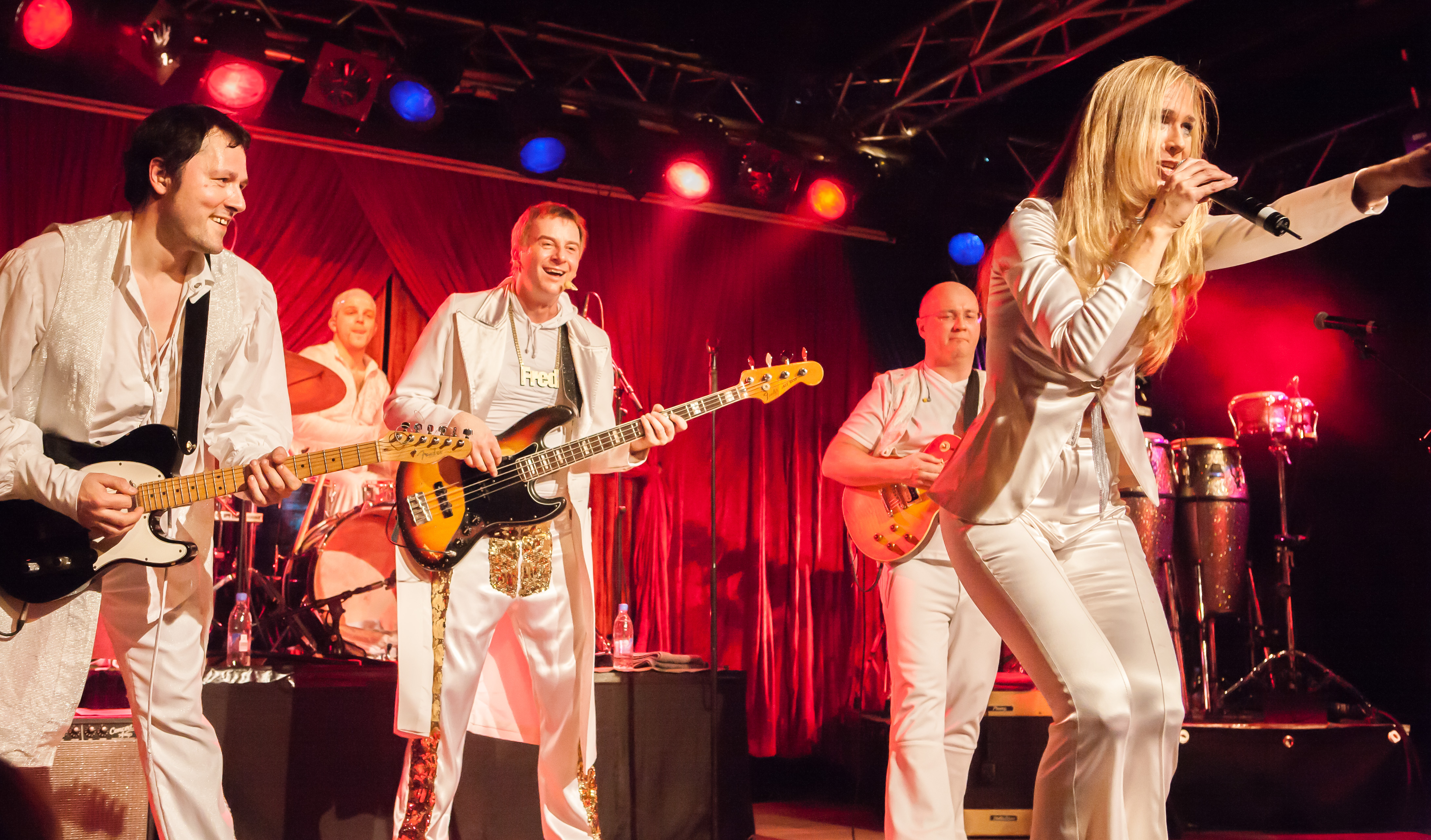
Fred Kellner
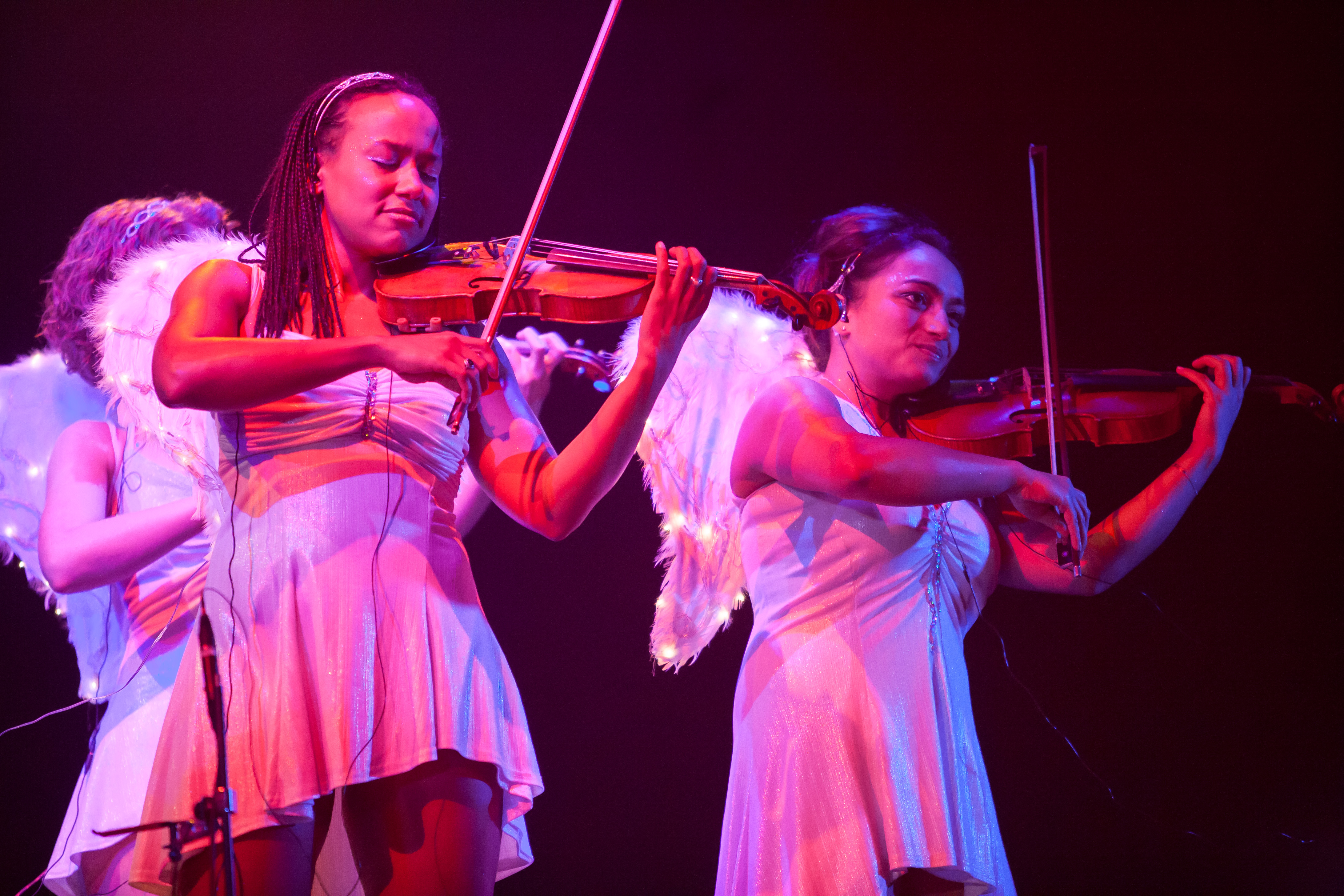
The SuperSonic Silver Strings

## Diskografie
Eine Studio-CD wurde nicht veröffentlicht. Es gibt drei ältere, inzwischen vergriffene Live-CDs:
- Live von der Bühne, 1992
- I'm a Soulband, 1994
- Say Fred, Say Kellner, 2000